# Diabelski Kamień w Rudniku

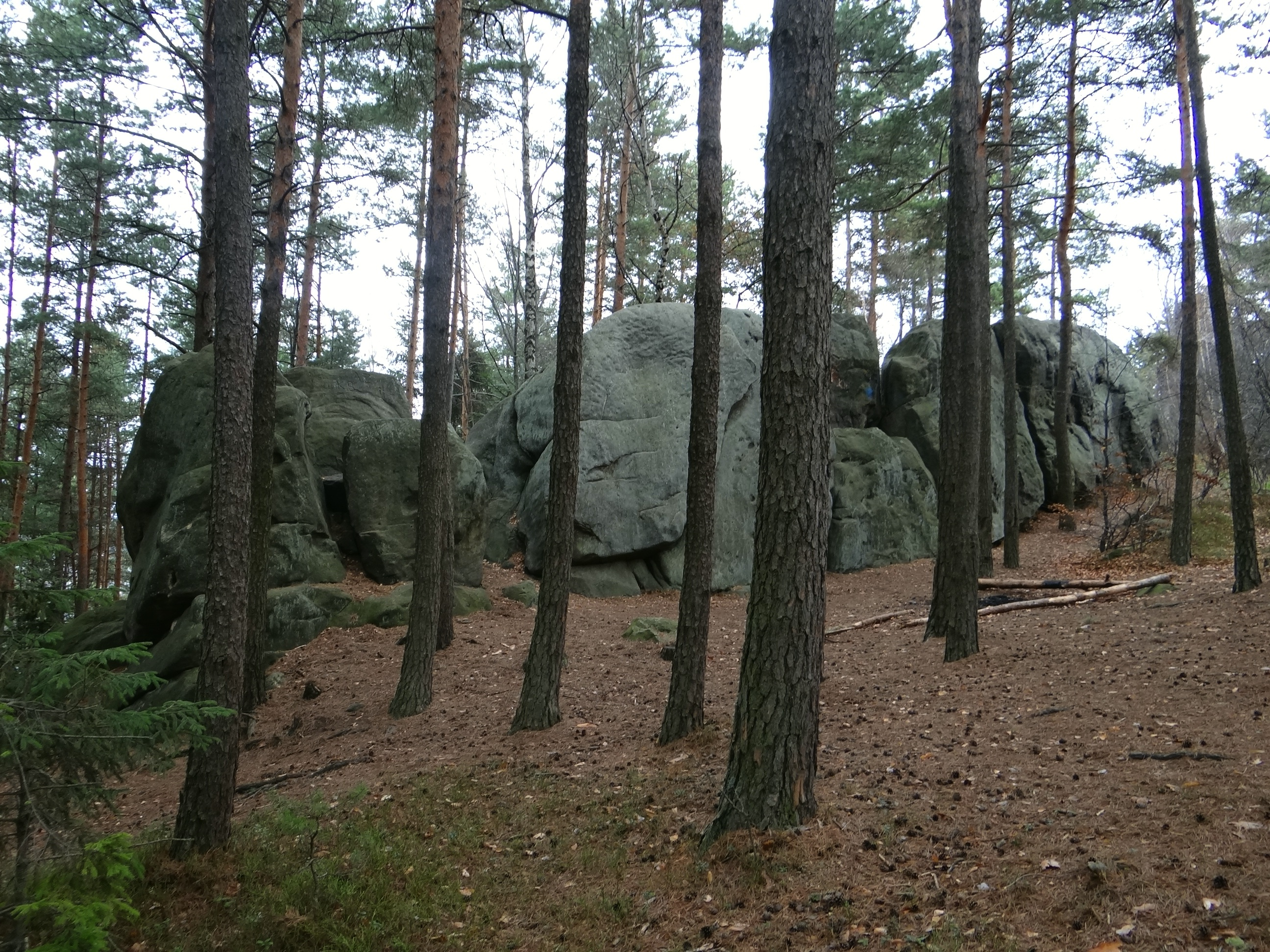
Skalny mur

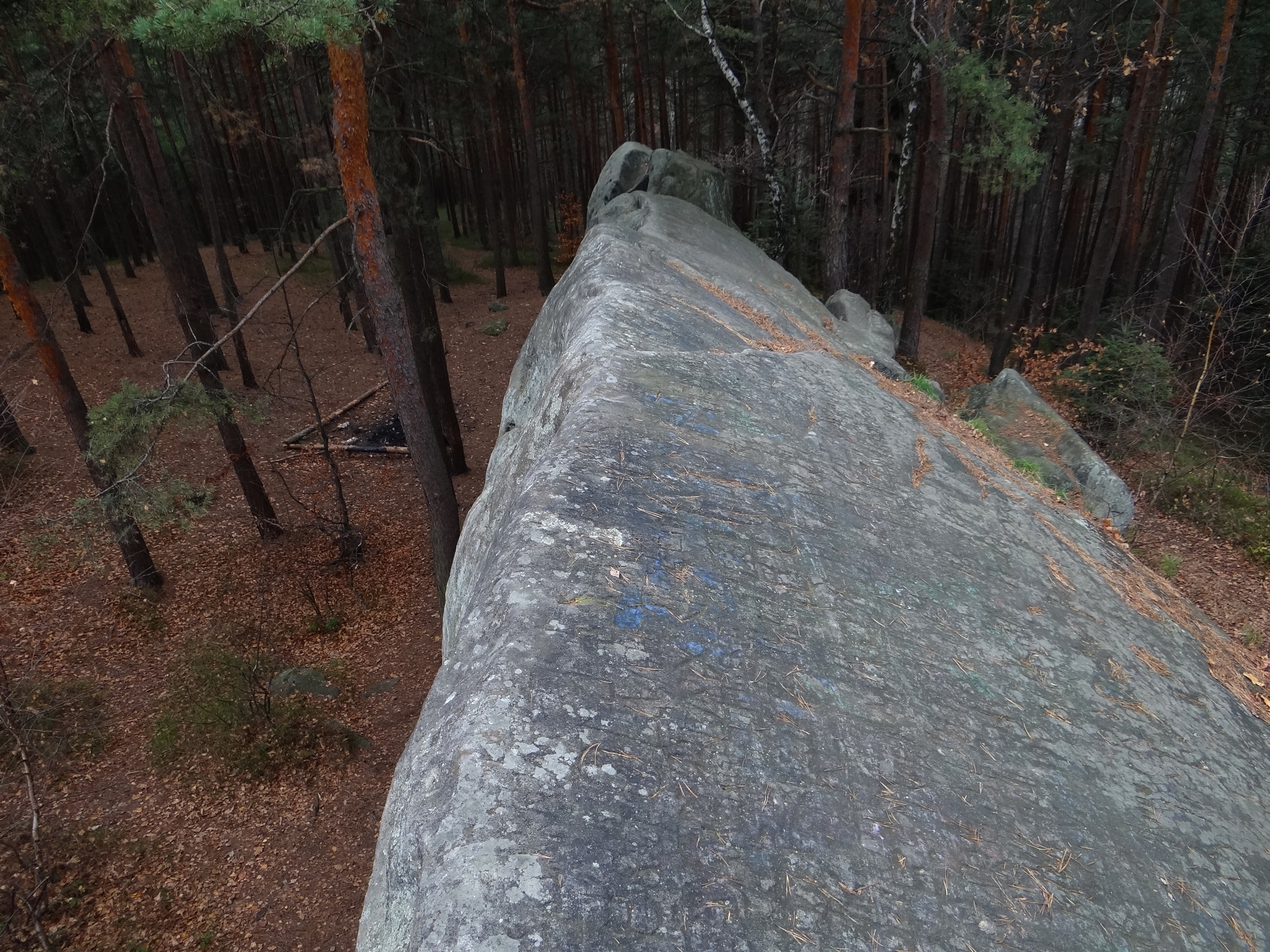
Grzbiet skalnego muru

Diabelski Kamień – skałki w miejscowości Rudnik w gminie Sułkowice w województwie małopolskim. Znajdują się na północnym grzbiecie Kaniowej Góry w Paśmie Barnasiówki.

## Opis skał
Są to dwie formacje skalne: pojedyncza skałka oraz skalny mur o długości około 30 m, wysokości 5 m i szerokości 2,5 m. Właściwym Diabelskim Kamieniem jest wyższa od muru pojedyncza skałka o kształcie maczugi, obwodzie około 10 m i niewielkim przewieszeniu. Znajdują się na północnych stokach Pasma Barnasiówki (zwanego też Pasmem Dalina). Wysokość względna skałek nad dnem doliny wynosi około 60 m. Według Jerzego Kondrackiego, autora regionalizacji fizycznogeograficznej Polski Pasmo Barnasiówki należy do Pogórza Wielickiego.
Skałki znajdują się na wypłaszczeniu niewielkiego grzbietu, na wysokości 460–465 m n.p.m. Zbudowane są z piaskowca istebniańskiego i są jedną z najbardziej oryginalnych formacji skalnych na całym Pogórzu Zachodniobeskidzkim, i to nie tylko pod względem wielkości i oryginalnego kształtu, ale także budowy geologicznej i układu spękań ciosowych. W niektórych miejscach skałek znajdują się rdzawo-żółte przebarwienia spowodowane większą zawartością żelaza oraz okrągławe wgłębienia.
Ze względu na unikatowe walory przyrodnicze skałki te zostały uznane za prawnie chroniony pomnik przyrody.

## Legenda
Z Diabelskim Kamieniem w Rudniku, podobnie jak z wieloma innymi tzw. diabelskimi kamieniami, związana jest legenda. Po wybudowaniu sanktuarium i kalwarii w Kalwarii Zebrzydowskiej, między ludźmi zapanowały pokój i zgoda. Nie mógł tego ścierpieć diabeł i zaplanował zniszczyć sanktuarium ogromnym głazem spuszczonym z dużej wysokości. Zmuszony jednak został do zawarcia umowy ze św. Piotrem, na mocy której musiał zostawić kamień w tym miejscu, w którym zastanie go pianie koguta. Kamień był jednak tak ciężki i niósł go z tak daleka, że musiał wielokrotnie odpoczywać i nie zdążył przed świtem. Pianie koguta zastało go, gdy mijał Pasmo Barnasiówki, tutaj też opuściły go siły i zostawił kamień w lesie.

## Bouldering
Na Diabelskim Kamieniu są 4 drogi wspinaczkowe o trudności od IV do VI+ w skali polskiej, obite starymi przelotami. Na skalnym murze przylegającym do Diabelskiego Kamienia uprawiany jest bouldering. Jest 31 baldów o trudności od 3 do 6c w skali francuskiej.

Diabelski Kamień
1. F117; IV
2. Anita; V+
3. Ambiwalencja; VI+
4. Kurczak wegetariański; V+

Skalny mur
1. Shakira; 6c (z odciągów wprost na płytę)
2. Condorek; 6a
3. Fugazi; 6a
4. Ju-87; 6b+ (ściśle filarkiem i krawędzią rysy)
5. Klinołap; 4
6. Britney; 4 (bez rysy)
7. Hyc; 3
8. Fobia; 5
9. Talibek; 5+
10. Rysa; 3
11. Skakanka; 4+ (bez rysy)
12. Dowód rzeczowy; 5+ (bez krawędzi filarka)
13. X; 4
14. Y; 4+
15. Z; 6c
16. Taboo; 4 (ręką po filarku)
17. Enraha; 6a+
18. Mogilaski; 6a+
19. Diabliki; 5+
20. Zulu Gula; 6c (start z podchwytu)
21. Luz; 6a+
22. Tuz; 6a+
23. Wina; 6a
24. Cyc; 4
25. 2 wina; 5d (bez krawędzi zacięcia)
26. 5 piw; 4+
27. PiS; 6b (kutymi klamkami)
28. Ramadan; 7a+ (bez cokołu i bez klamek)

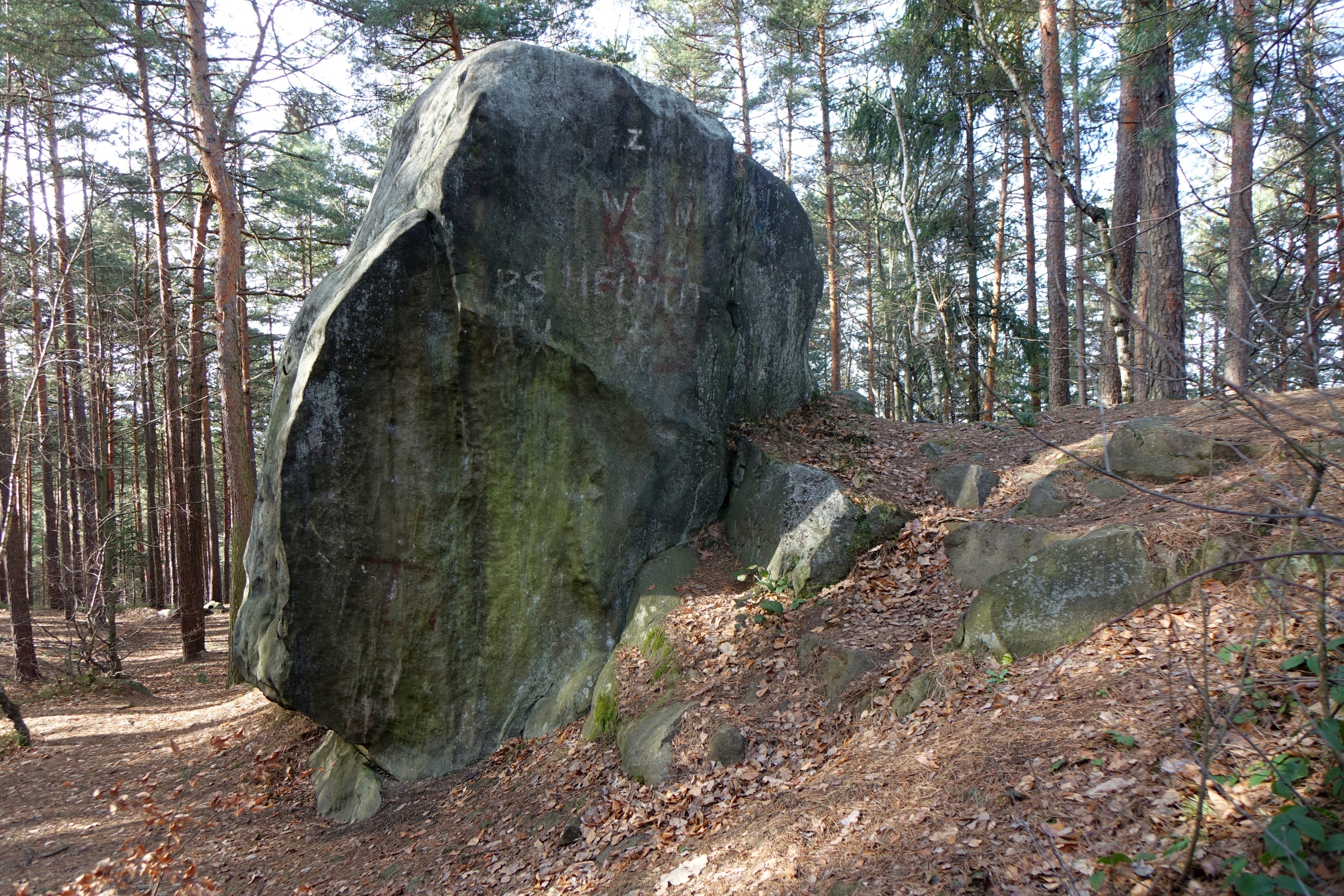
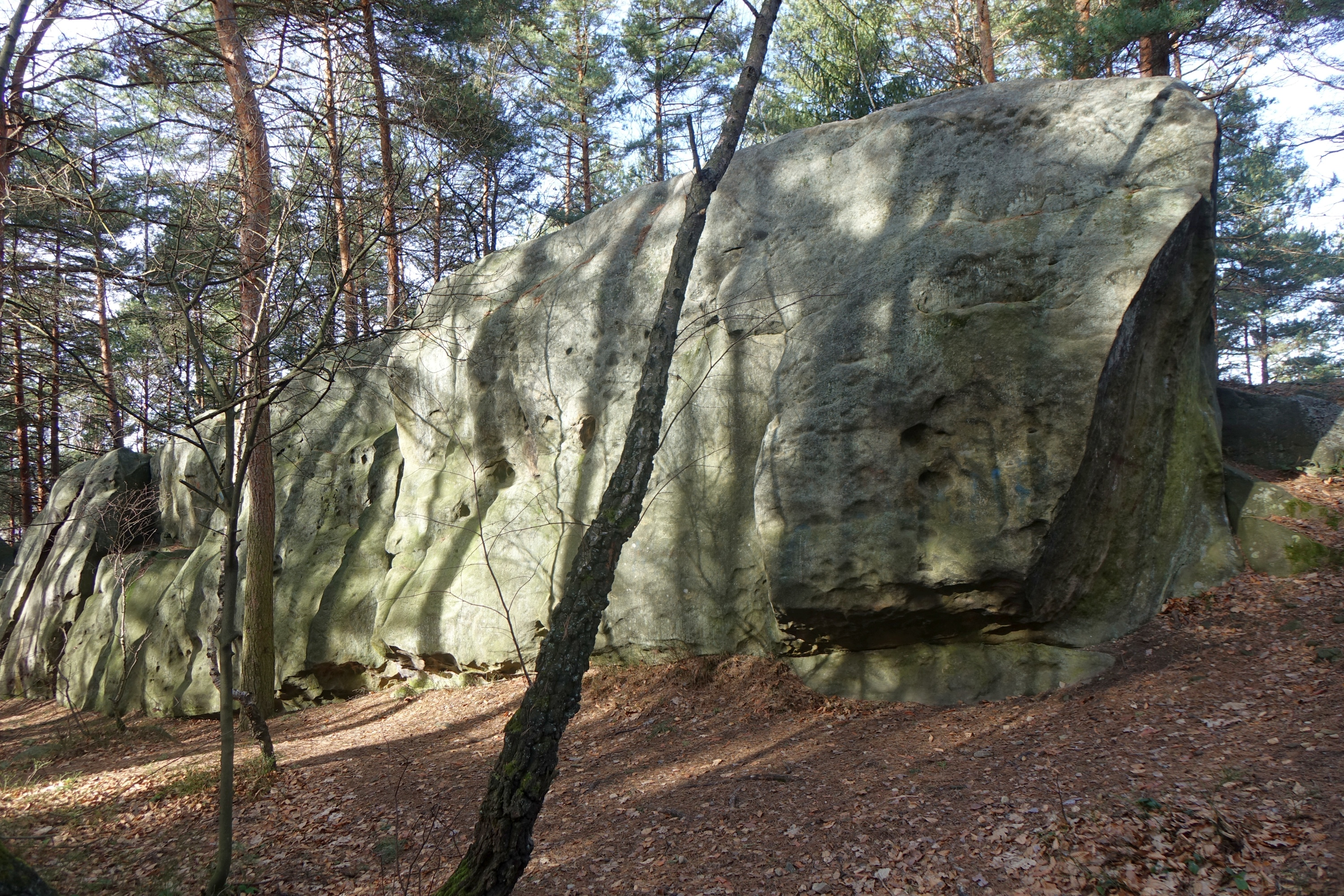
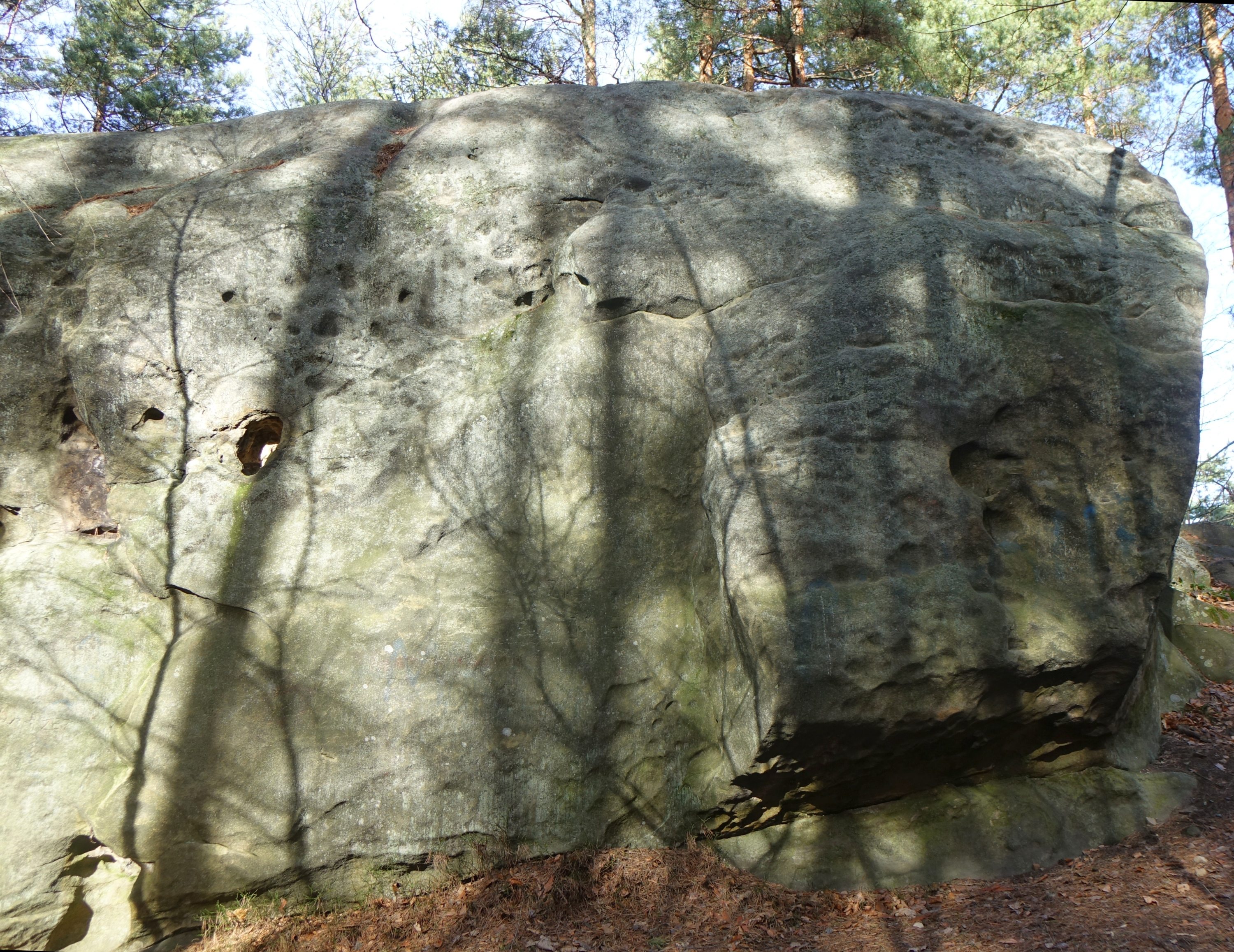
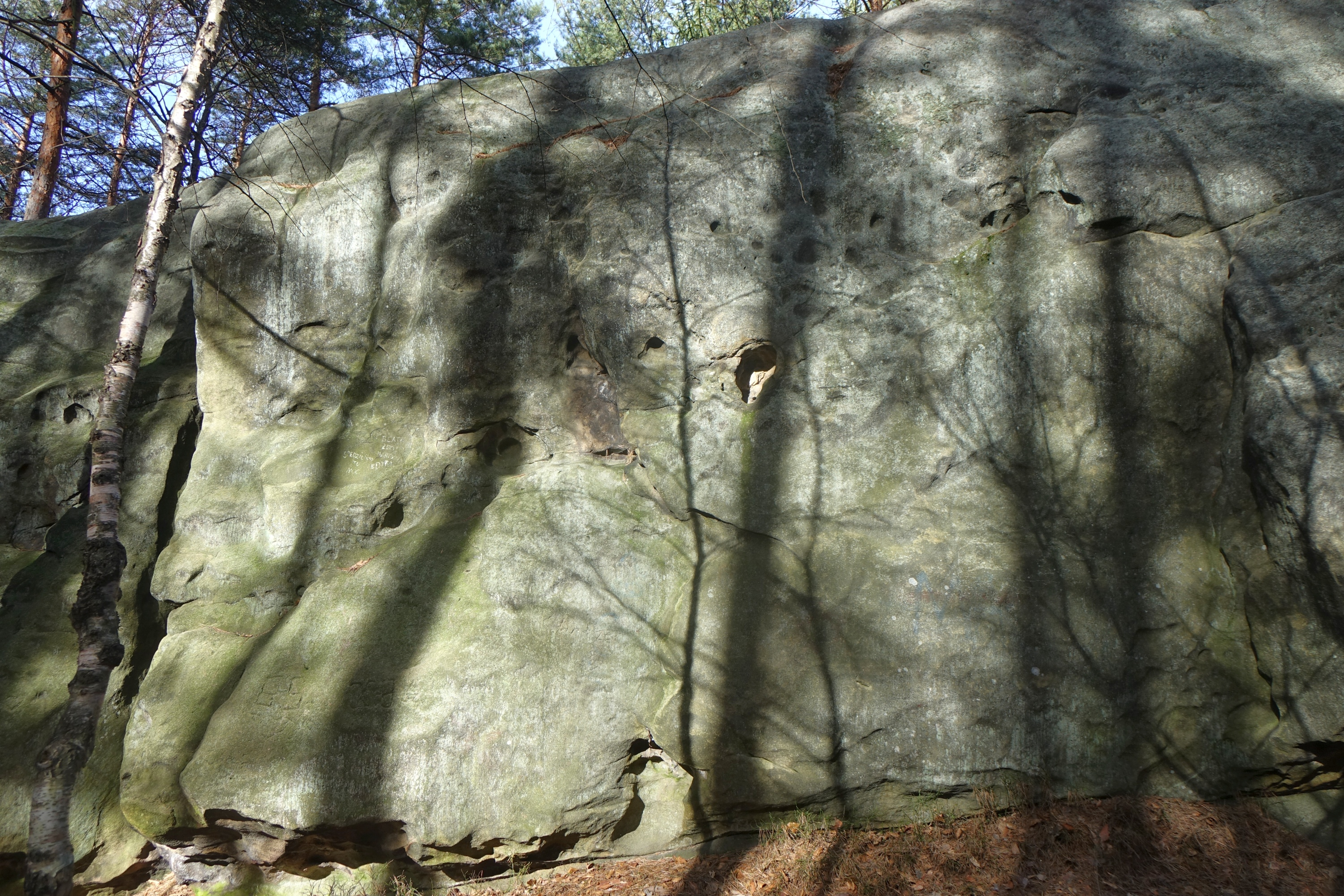
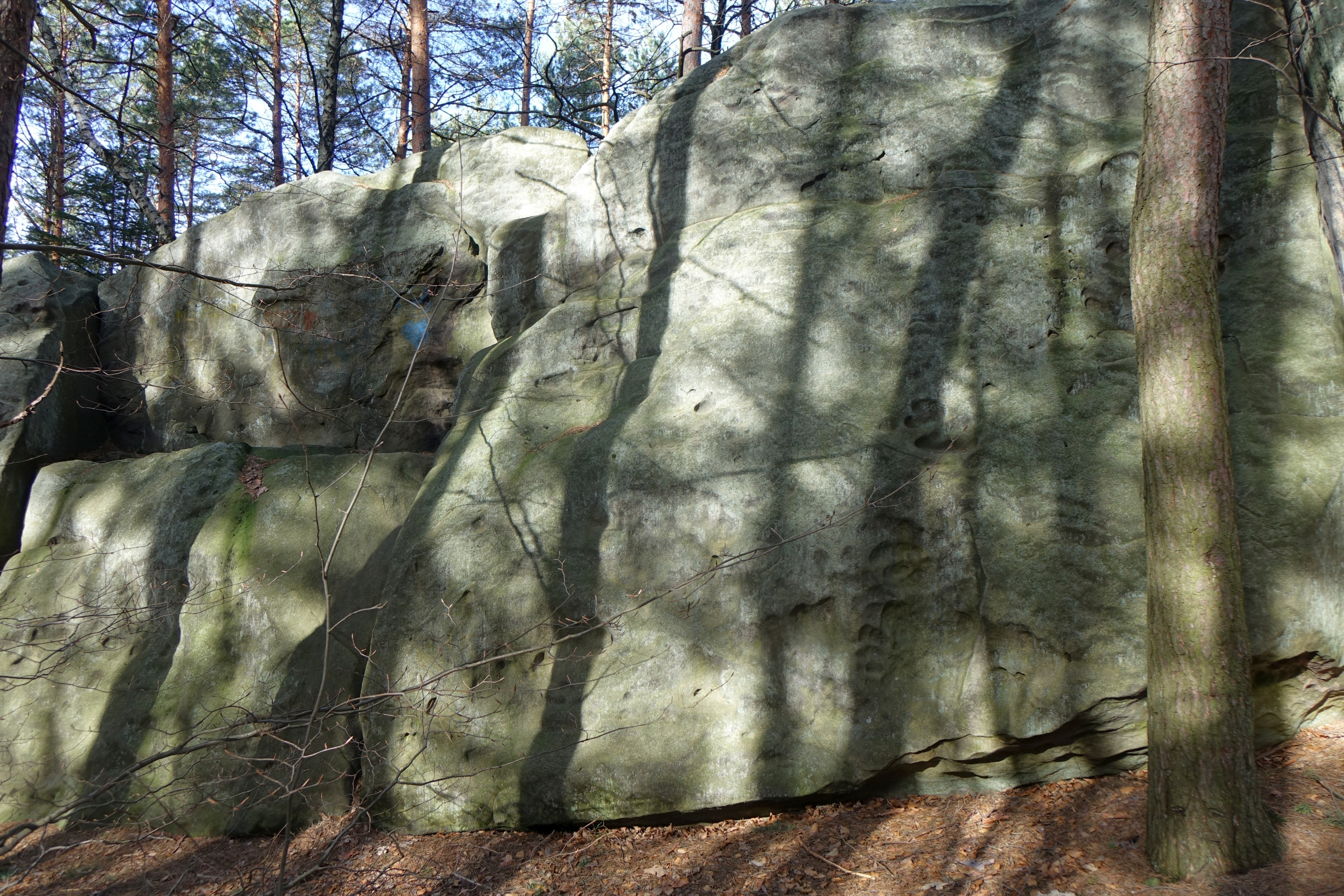
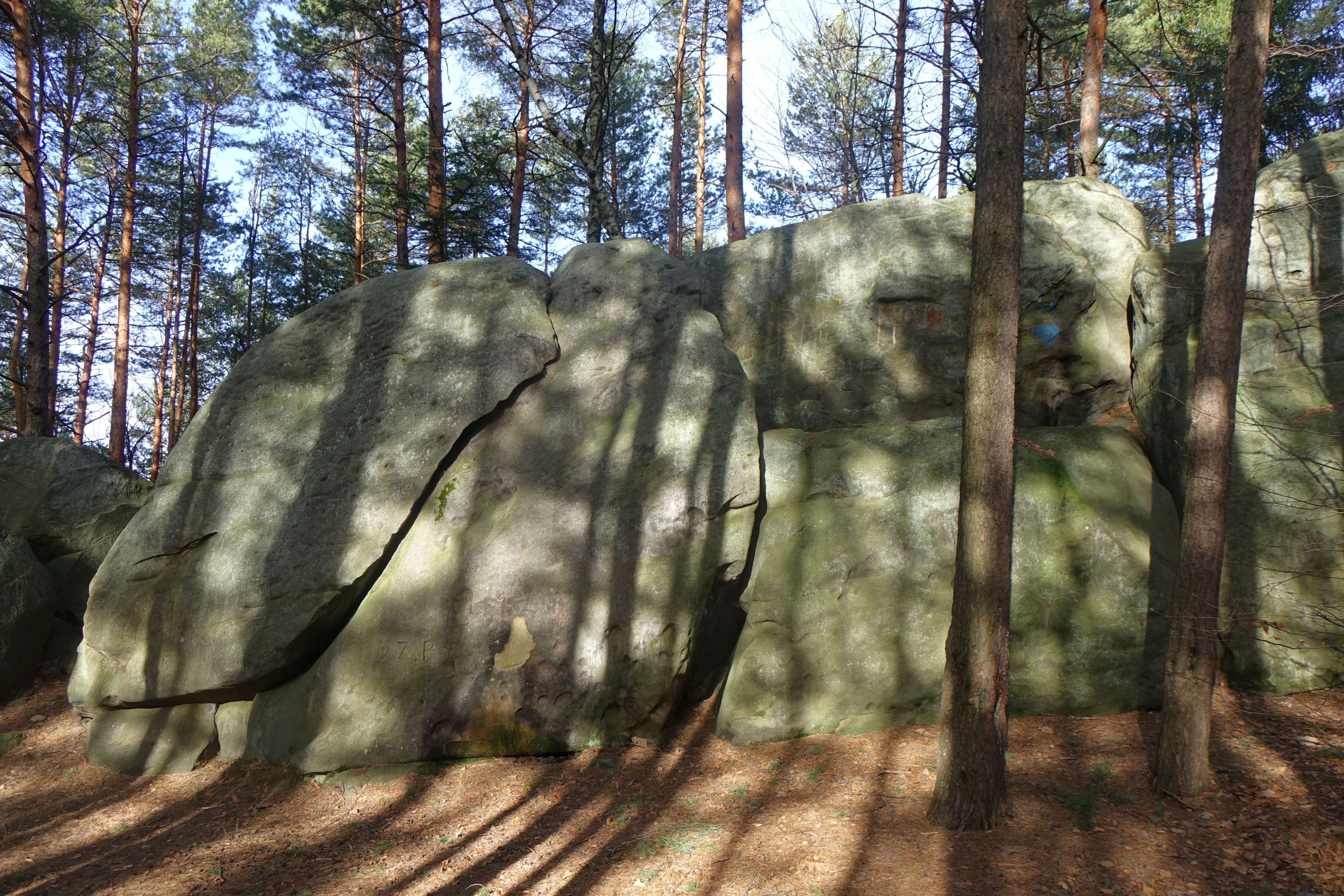
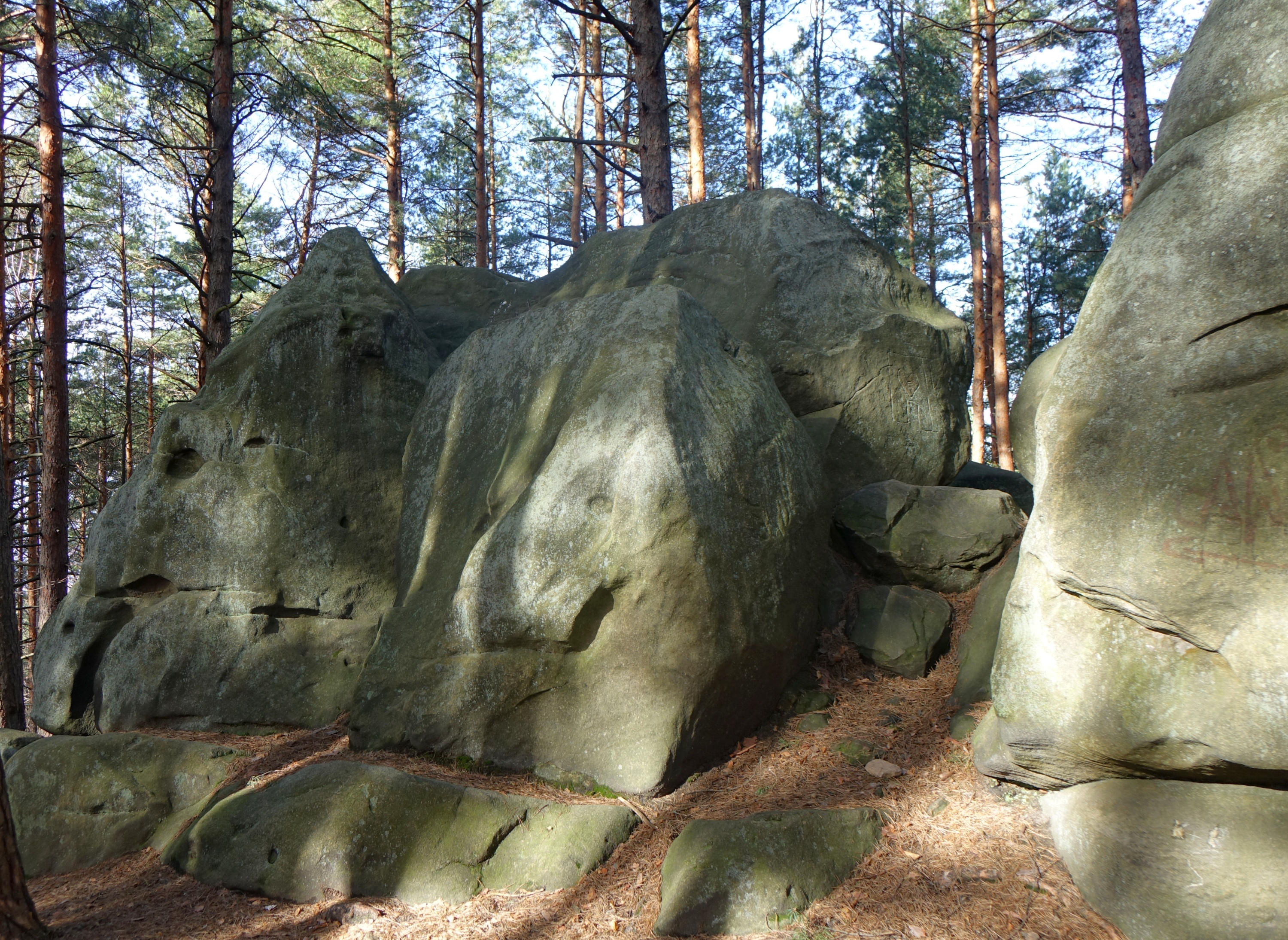
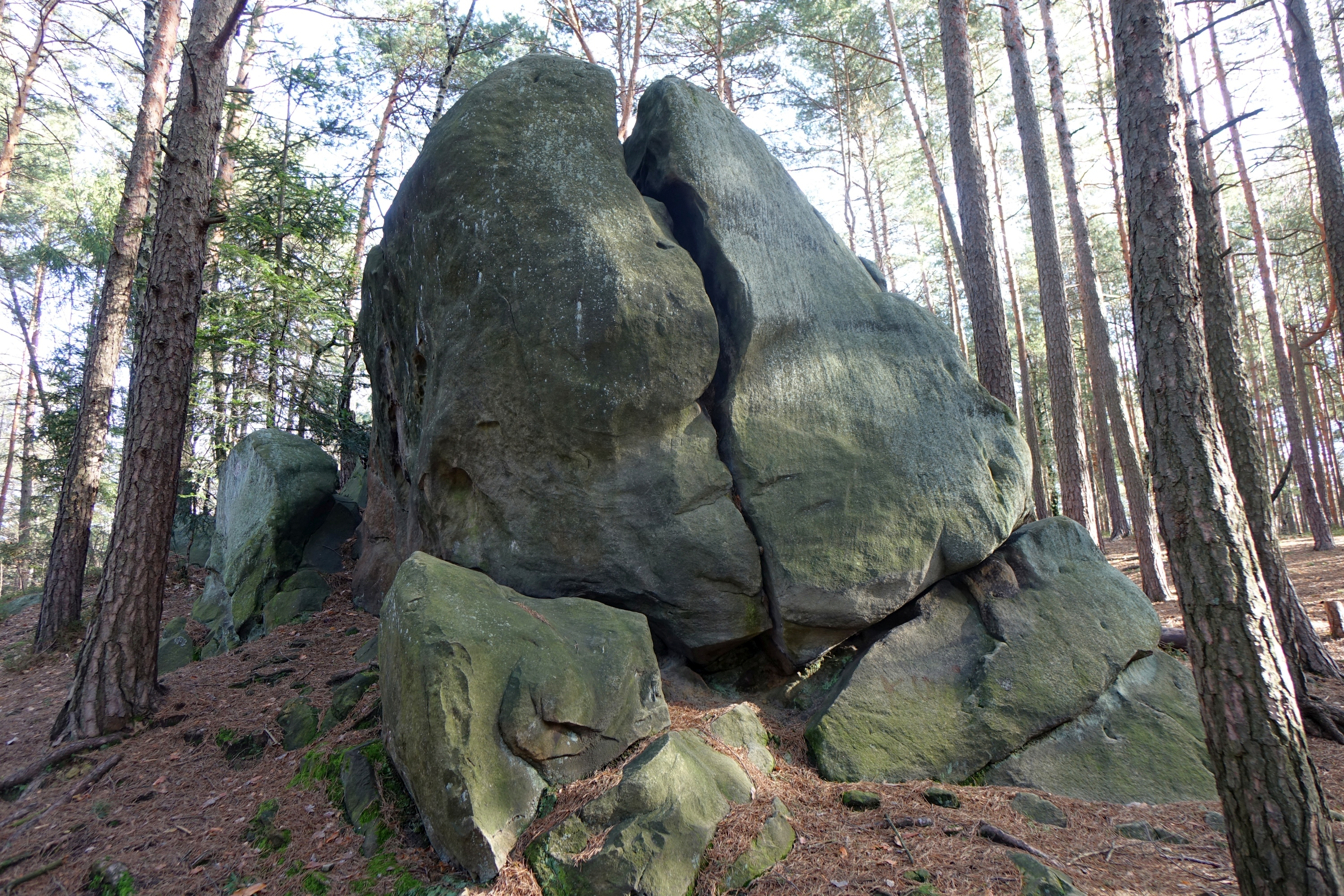
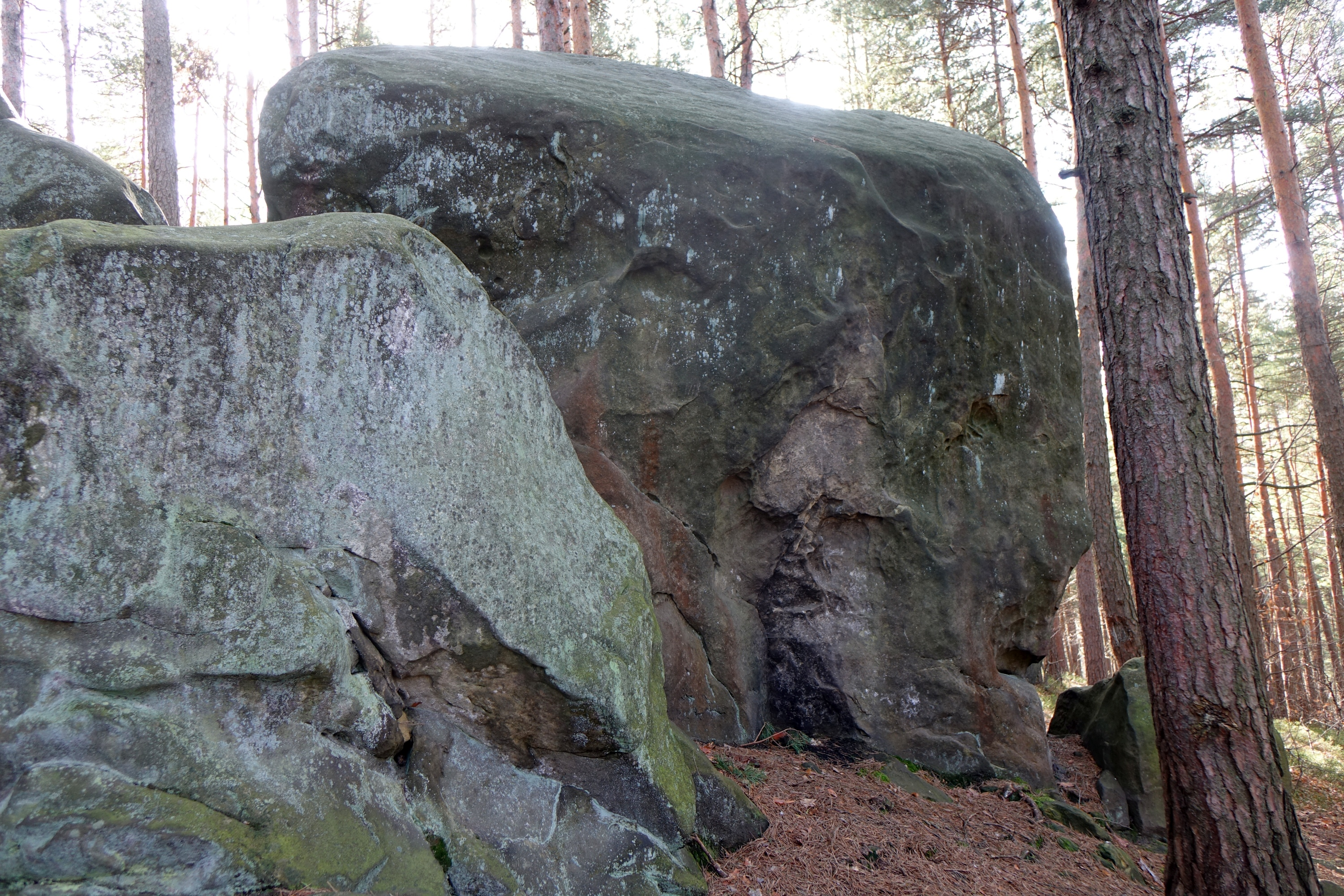
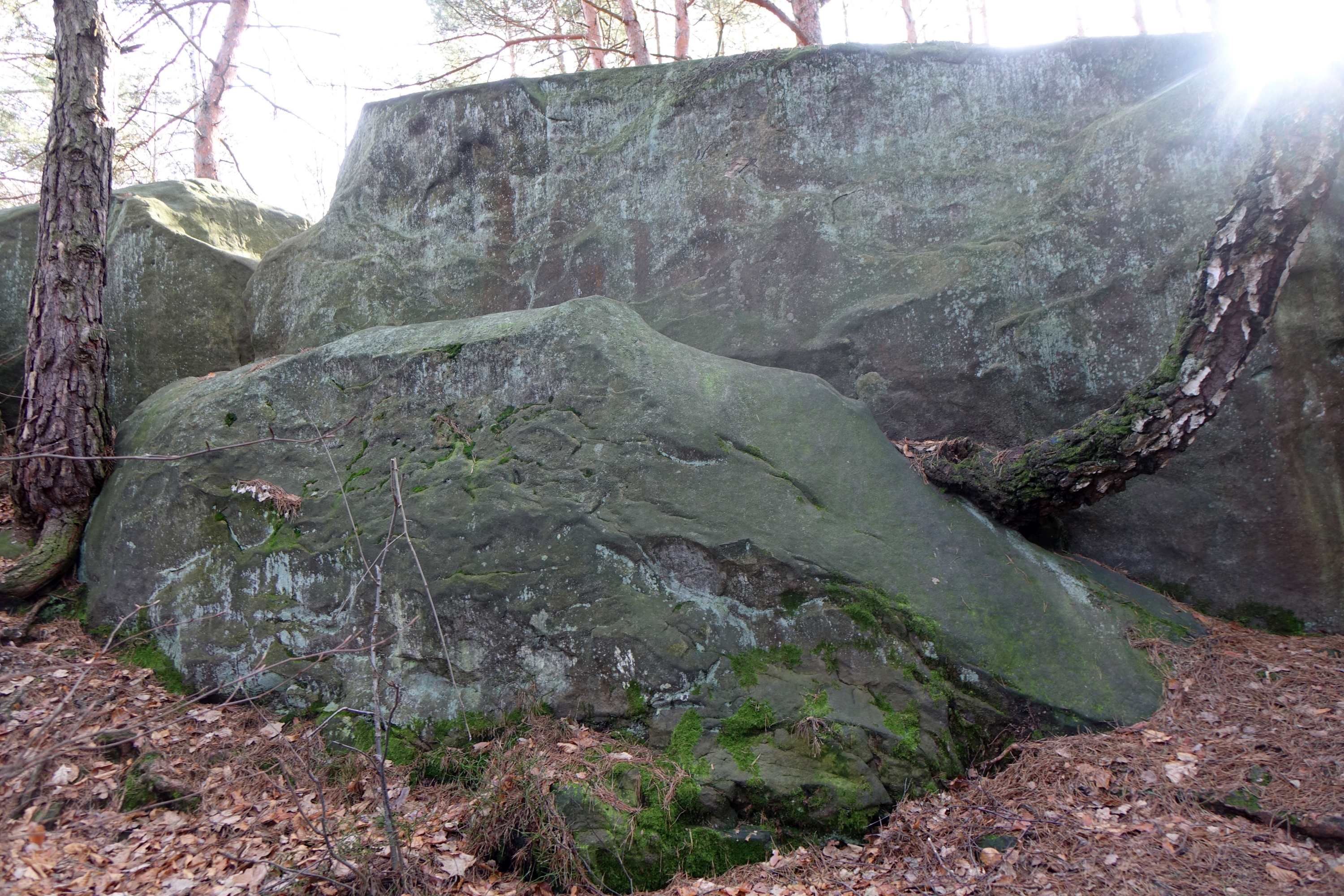

29. Praxis; 6c
30. Chłopaki z baraków; 6b
31. Bania; 5+ (start z odciągów)[5].

## Szlaki turystyczne
Sułkowice – Pisana – Kaniowa Góra – Barnasiówka – Dalin – Myślenice. Odległość 12 km, suma podejść 376 m, suma zejść 350 m, czas przejścia czas przejścia 3 godz. 38 min, z powrotem 3 godz. 50 min
 ścieżka dojściowa od grzbietowego żółtego szlaku w dół do Diabelskiego Kamienia